# ستيفان فرايدمان
ستيفان فرايدمان (بالبولندية: Stefan Friedmann)‏ هو ممثل بولندي، ولد في 2 سبتمبر 1941 في كراكوف في بولندا.

## وصلات خارجية
- ستيفان فرايدمان على موقع IMDb (الإنجليزية)
- ستيفان فرايدمان على موقع قاعدة بيانات الأفلام السويدية (السويدية)
- ستيفان فرايدمان على موقع قاعدة بيانات الفيلم (الإنجليزية)